# Johan Jacobsen
Johan Jacobsen, född 14 mars 1912 i Århus, död 7 juli 1972 i Köpenhamn, var en dansk regissör, manusförfattare och filmproducent.

## Filmografi i urval

### Regi
- 1940 – I de gode gamle dage
- 1944 – Åtta ackord
- 1947 – Soldaten och Jenny
- 1951 – Som sendt fra himlen
- 1951 – Kvinnan bakom allt
- 1956 – Den store gavtyv